# Chlorin
Chlorin is een grote heterocyclische aromatische ring, die bestaat uit een kern met drie pyrrolen en een pyrroline aan elkaar gekoppeld met vier =CH-verbindingen.
Vanwege hun lichtgevoeligheid worden chlorinen gebruikt bij experimentele fotodynamische therapie.
Bacteriochlorinen en isobacteriochlorinen zijn vergelijkbare verbindingen maar met twee pyrrolen en twee pyrrolinen in de ring.

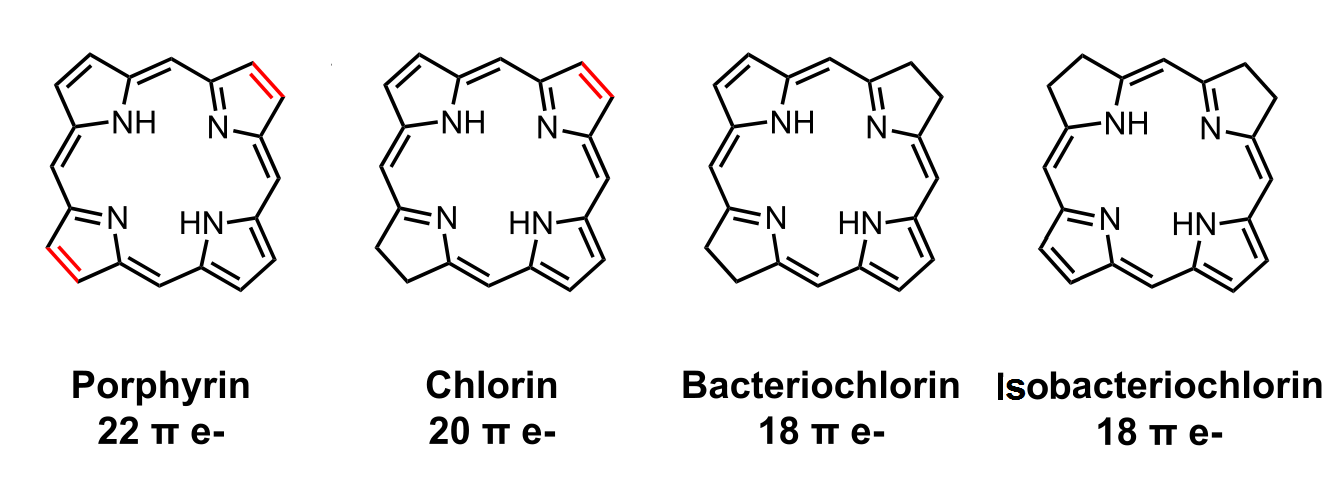
Porfine, chlorin, bacteriochlorin en isobacteriochlorin.

Chlorofyllen zijn magnesium bevattende chlorinen en zijn het lichtgevoelige pigment in bladgroenkorrels.